# Jardín (buque)
En náutica, los Jardines son diversas estructuras destinadas a servir de retrete a sus ocupantes. 

## Tipos
- Jardín: es la obra exterior y voleada que se practica a popa en cada costado en forma de garita con puertas de comunicación a las cámaras y conductos hasta el agua, para retrete del comandante y oficiales del buque. (fr. Bouteille; ing. Quarter gallery; it. Giardino).
- Jardín (Tambor de proa): es la garita que se construye a proa, al lado de los beques en los navíos, para igual servicio de los oficiales de mar. (ing. Head).
- Jardín: es la que se forma provisionalmente al lado de las mesas de guarnición de trinquete, cuando se transporta a mucha gente.
- Jardines fingidos: son los que por adorno se figuran en la popa del buque que no los tiene realmente.